# Grube Berzelius
Die Grube Berzelius ist eine ehemalige Buntmetallerz-Grube des Bensberger Erzreviers in Bergisch Gladbach. Das Gelände gehört zum Stadtteil Moitzfeld. Die Häuser gehören zum Ortsteil Winter. Das ehemalige Grubengelände in Wulfshof gehört heute der Max Baermann Holding.

## Geschichte

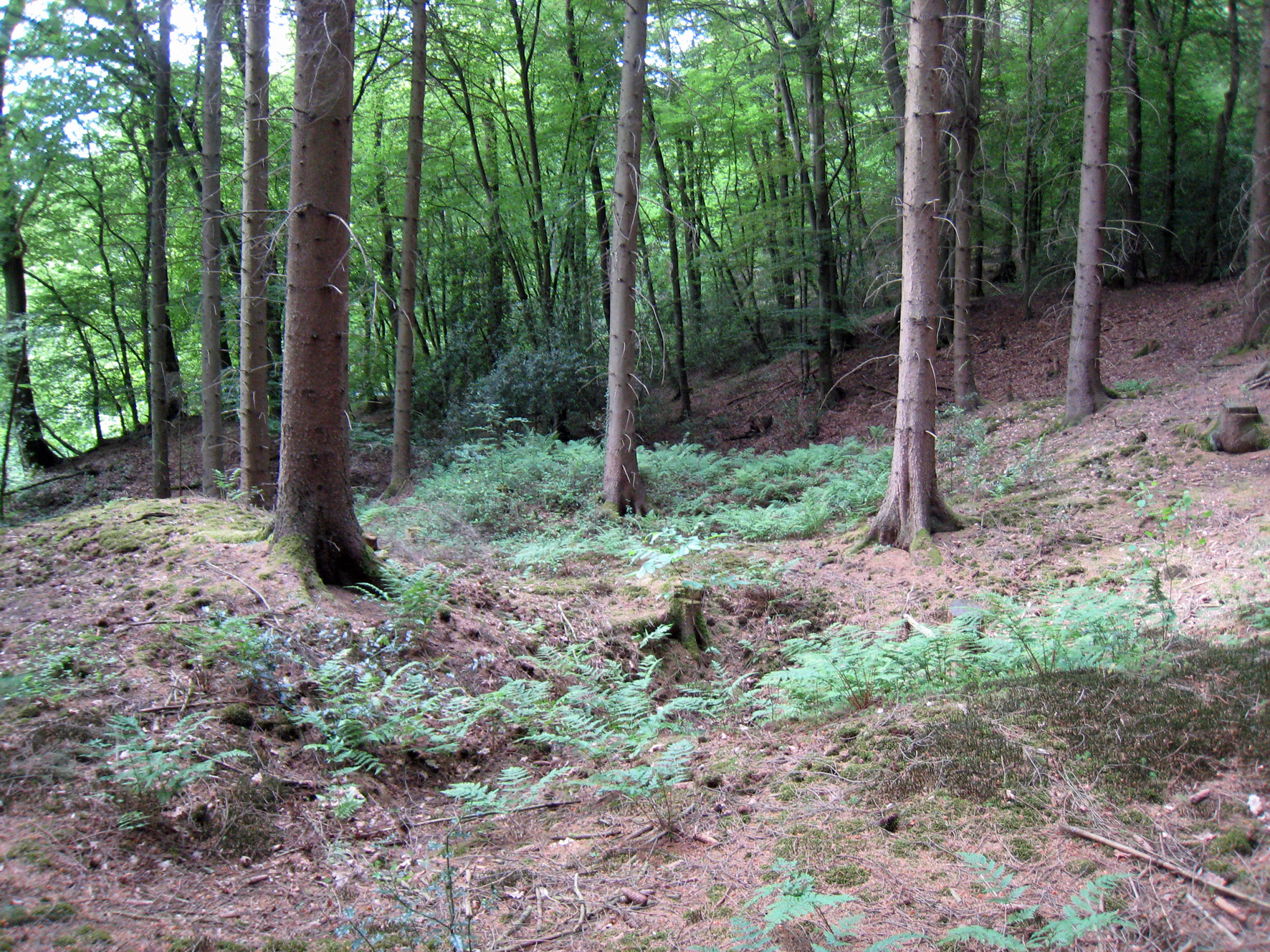
Pingen von Altbergbau in der Umgebung des Neuen Schachts 1

Im südlichen Teil des Grubenfeldes Berzelius an der Markscheide zur Grube Apfel zeugt ein ausgedehntes Pingenfeld von mittelalterlichem Bergbau, der hier betrieben wurde. Diese Pingen waren der Fingerzeig für die Prospektoren, die im 19. Jahrhundert auf die Suche nach Bodenschätzen gingen.
Die erste Verleihung auf Zink- und Bleierze erfolgte am 24. Mai 1854 an August Eyckholt als Vertreter der Westerwald-Rheinischen Bergwerksgesellschaft auf den Namen Berzelius. Am 23. Mai 1857 kam es unter Beibehaltung des Namens Berzelius zu einer Konsolidation mit dem benachbarten Grubenfeld St. Johann. Dieses war am 9. Mai 1854 zunächst auf Zink- und Bleierze verliehen worden. Am 6. Juli 1855 wurde das Gewinnungsrecht auf Kupfer- und Eisenerz erweitert. Mit der Konsolidation wurde das Recht auf Gewinnung von Kupfer- und Eisenerz auf das gesamte neue Grubenfeld Berzelius ausgedehnt, zeigte aber auf Dauer keine wirtschaftliche Nachhaltigkeit. Zu einer weiteren Konsolidation kam es am 28. November 1879 mit folgenden Grubenfeldern:
1. Georg Forster, verliehen am 30. Juni 1855 auf Blei- und Zinkerze, im Volksmund „Uranes“ genannt; das hängt damit zusammen, dass hier zuerst der so genannte Uranusgang gebaut wurde.
2. Keppler, verliehen am 22. Mai 1860 auf Blei- und Zinkerze,
3. Lafayette, verliehen am 25. Mai 1860 auf Blei- und Zinkerze,
4. Mars, verliehen am 3. Mai 1860 auf Blei- und Zinkerze.
5. Am 28. Oktober 1903 erwarb die Grube Berzelius durch Feldesteilung von der Grube Apfel das Grubenfeld Berzelius II. Das war nötig, um auf allen Tiefbausohlen den dritten und vierten Gang im östlichen Fortstreichen auf einer Länge von etwa 140 m über die bisherigen Grenzen hinaus aufschließen zu können.

Die Grube Berzelius war eine der ertragreichsten Gruben im gesamten Erzrevier Bensberg und trug ihren Namen nach dem schwedischen Chemiker Jöns Jakob Berzelius.

## Betrieb und Anlagen

### Der Tiefbau
Für den Tiefbau baute man von Beginn an auf vier Gängen. Gang I hatte eine Teufe von ca. 200 m, Sohle II war mit etwa 30 m bedeutungslos. Die beiden mächtigen Gänge III und IV waren bis zur 370-m-Sohle reich an Erzen. Auf der 430-m-Sohle verrauhte die Lagerstätte. Das Gelände im oberen Volbachtal war sehr eng. Man hatte daher häufig Probleme mit der Lagerung des Abraums aus den Schächten, weil das Gelände, auf dem die Halden abgelagert wurden, sehr steil war. Besonders problematisch war diese Situation für die Lagerung der Abgänge aus der Aufbereitung. Die Schlämme verbrachte man über Rohrleitungen auf talwärts liegende Klärteiche. Die Waschberge musste man zuerst über einen Schrägaufzug auf die Höhe von Herweg ziehen und von dort aus auf dem Berghang abstürzen. Auch die gewonnenen Erzkonzentrate gingen diesen Weg hinauf nach Herweg zu einer Verladestation, von wo aus man sie mit Pferdefuhrwerken zur Zinkhütte nach Bergisch Gladbach transportierte. Diese schmale Schienenbahn wurde im Jahr 1906 durch eine Drahtseilbahn ersetzt. Für den weiteren Transport benutzte man seit 1908 Lastkraftwagen.
Über die Jahre hatte man verschiedene Schächte abgeteuft, die mit der Zeit nicht mehr den Anforderungen entsprachen. Bevor sie aufgegeben wurden, waren neue Schachtabteufungen erforderlich. Dabei war zu berücksichtigen, dass die Gänge III und IV steil nach Nordosten einfielen. Folglich mussten die neuen Schächte weiter südöstlich gesetzt werden, um näher an die Lagerstätten  heranzukommen. Der erste Schacht in der Talsohle blieb als Wetterschacht in Betrieb. Schacht 2 und Schacht 3 wurden aufgegeben. Von 1890 bis 1892 teufte man oberhalb der Aufbereitungsanlage den „Neuen Schacht 1“ ab und stattete ihn mit einem Fördergerüst aus Eisen und einer Seilführung aus. Es folgte etwa 300 m weiter östlich der „Neue Schacht 2“. Das von dort geförderte Material wurde über eine Drahtseilbahn zur Aufbereitung transportiert.
Im Grubenfeld Georg Forster hatte man 1913 auf dem so genannten Uranusgang einen Schacht abgeteuft. Vom Neuen Schacht 1 trieb man gleichzeitig auf der 130-m-Sohle einen ca. 1.000 m langen Querschlag als Förderstrecke auf den Uranusschacht zu, über den das Fördergut zur Aufbereitung geschafft wurde.

### Die Aufbereitungsanlage
Die Maschinenfabrik Gröppel aus Bochum baute im Jahr 1899 eine neue Aufbereitungsanlage mit den modernsten Ausstattungseinrichtungen weit und breit. Sie ging im August 1900 in Betrieb und  erzielte einen sehr hohen Ausschöpfungsgrad. Das bekam die Grube Weiß zu spüren, als sie die Waschberge in ihrer Flotation in den 1950er Jahren erneut durchsetzte, denn sie enthielten deutlich weniger Resterze als das Material von den Gruben Blücher und Washington.

### Die Schließung des Betriebs
Anfang der 1920er Jahre verminderte sich die Erzführung in den Gängen. Lediglich der Uranusgang hatte noch reiche Vorräte. Ein wirtschaftlich zufriedenstellender Betrieb konnte damit aber nicht aufrechterhalten werden. Am 1. August 1924 wurde der Betrieb eingestellt. Vorher hatte man auf der 130-m-Sohle einen Damm eingezogen, damit man bei einer späteren Wiederaufnahme des Betriebs im Grubenfeld Georg Forster keine Wasserzuflüsse aus dem Bereich der anderen Grubenfelder hätte. Einen neuen Betrieb hat es aber nicht mehr gegeben.

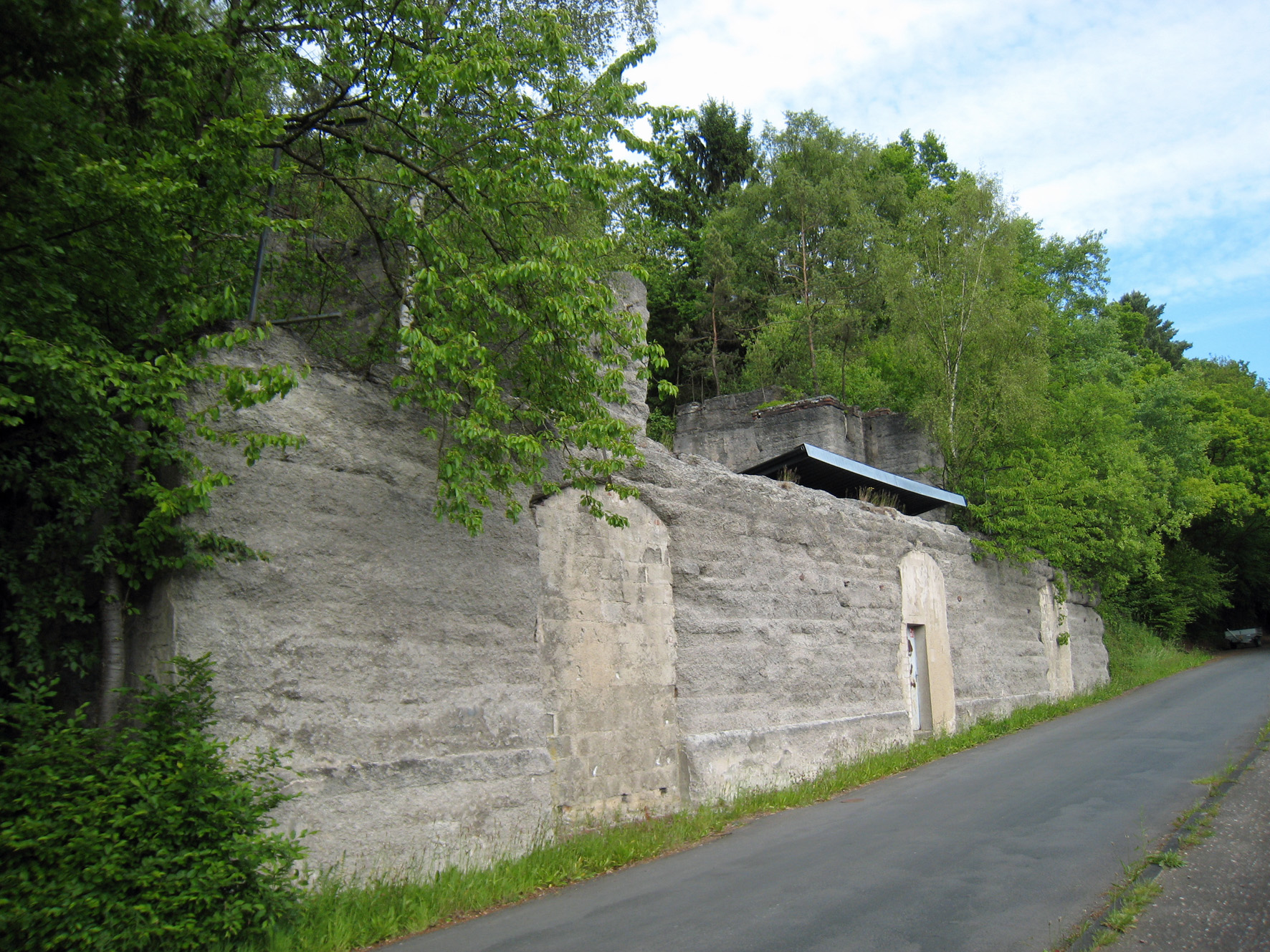
Alte Fundamente von der Aufbereitungsanlage der Grube Berzelius

## Bodendenkmal
Die Grube Berzelius wurde mit Wirkung vom 10. Dezember 2014 unter Nr. 22 als Bodendenkmal in die Liste der Bodendenkmäler in Bergisch Gladbach eingetragen. In der Umgebung des ehemaligen Schachts 1 und der ehemaligen Aufbereitungsanlage befinden sich weitere alte Fundamente und Pingen.